# Xcelerator
Xcelerator sont des montagnes russes lancées du parc Knott's Berry Farm, situé à Buena Park, en Californie, aux États-Unis.

## Parcours
Le parcours commence par le lancement du train, qui est accéléré de 0 à 132 km/h en 2,3 secondes par la catapulte hydraulique. La piste de lancement a une longueur de 48 mètres, et chacun des deux moteurs fournit une puissance de 7800 kW. Après le lancement, le train fait un top hat extérieur d'une hauteur de 62,5 mètres. Il fait ensuite deux overbanked turns et s'arrête en douceur dans les freins magnétiques. Les trains ont une vitesse d'approximativement 108 km/h quand ils arrivent dans les freins.

## Statistiques
- Propulsion : Lancement hydraulique
- Capacité théorique : 1 330 passagers par heure
- Accélération maximale : de 0 à 132 km/h en 2,3 secondes
- Éléments : Top hat extérieur
- Localisation : à l'emplacement de Windjammer Surf Racers
- Trains : deux trains de 5 wagons. Les passagers sont placés par deux sur deux rangées pour un total de 20 passagers par train.

## Incident
Le 16 septembre 2009, un câble s'est brisé lors du lancement du train, envoyant des débris volants et lacérant de la jambe gauche d'un garçon de douze ans, Kyle Wheeler. Kyle et un passager, qui se plaignait de maux de dos, ont été envoyés à l'hôpital. Il a été libéré, mais Kyle Wheeler a subi plusieurs interventions chirurgicales pour réparer les tissus musculaires endommagés à la jambe. Russel Wheeler, le père de Kyle, était assis à côté de Kyle lorsque le câble s'est brisé. La famille Wheeler a gagné un montant d'argent non divulgué dans une poursuite judiciaire contre le parc. Depuis, l'attraction a rouvert.

## Galerie

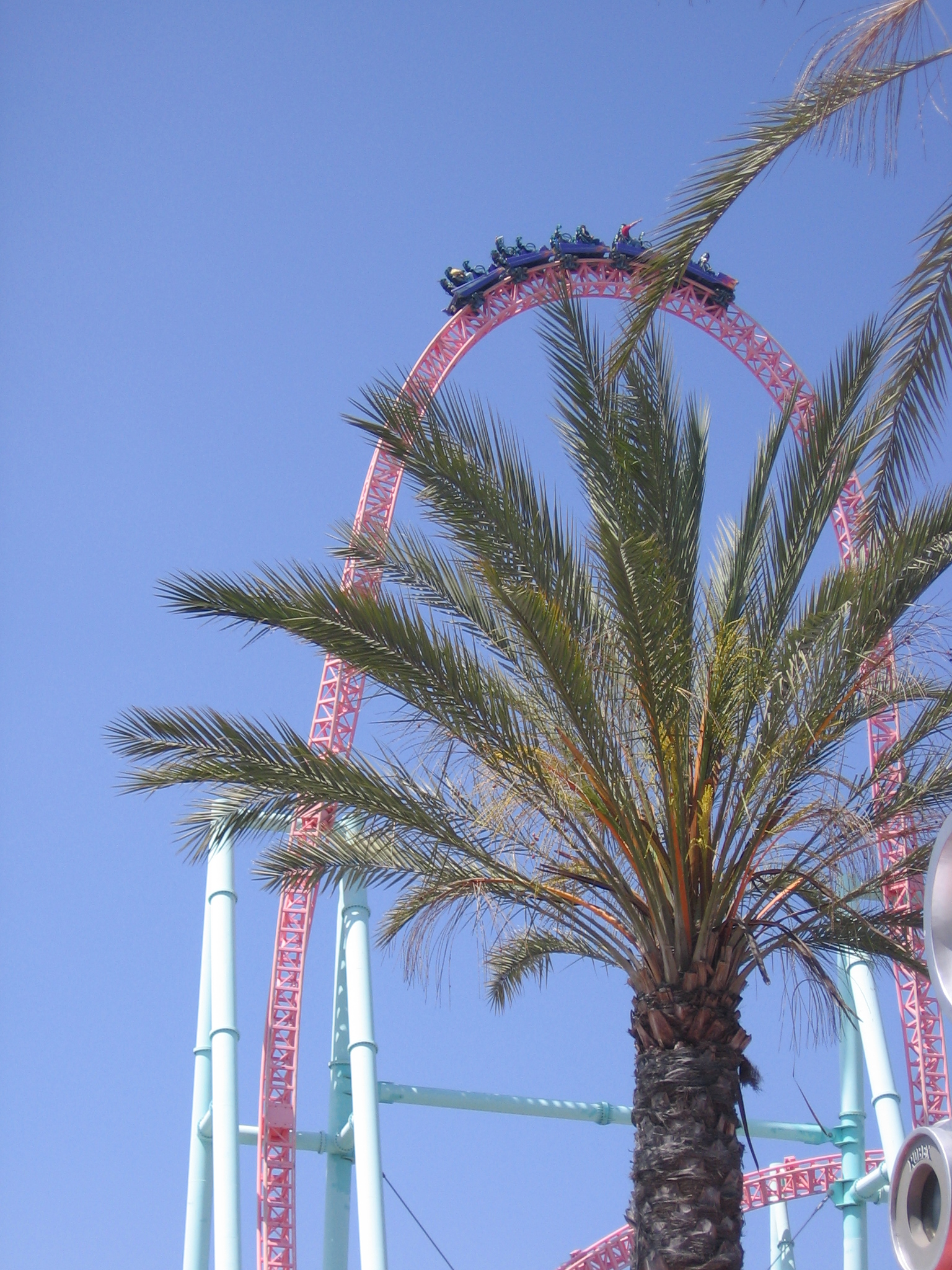
Un train au sommet du top hat.
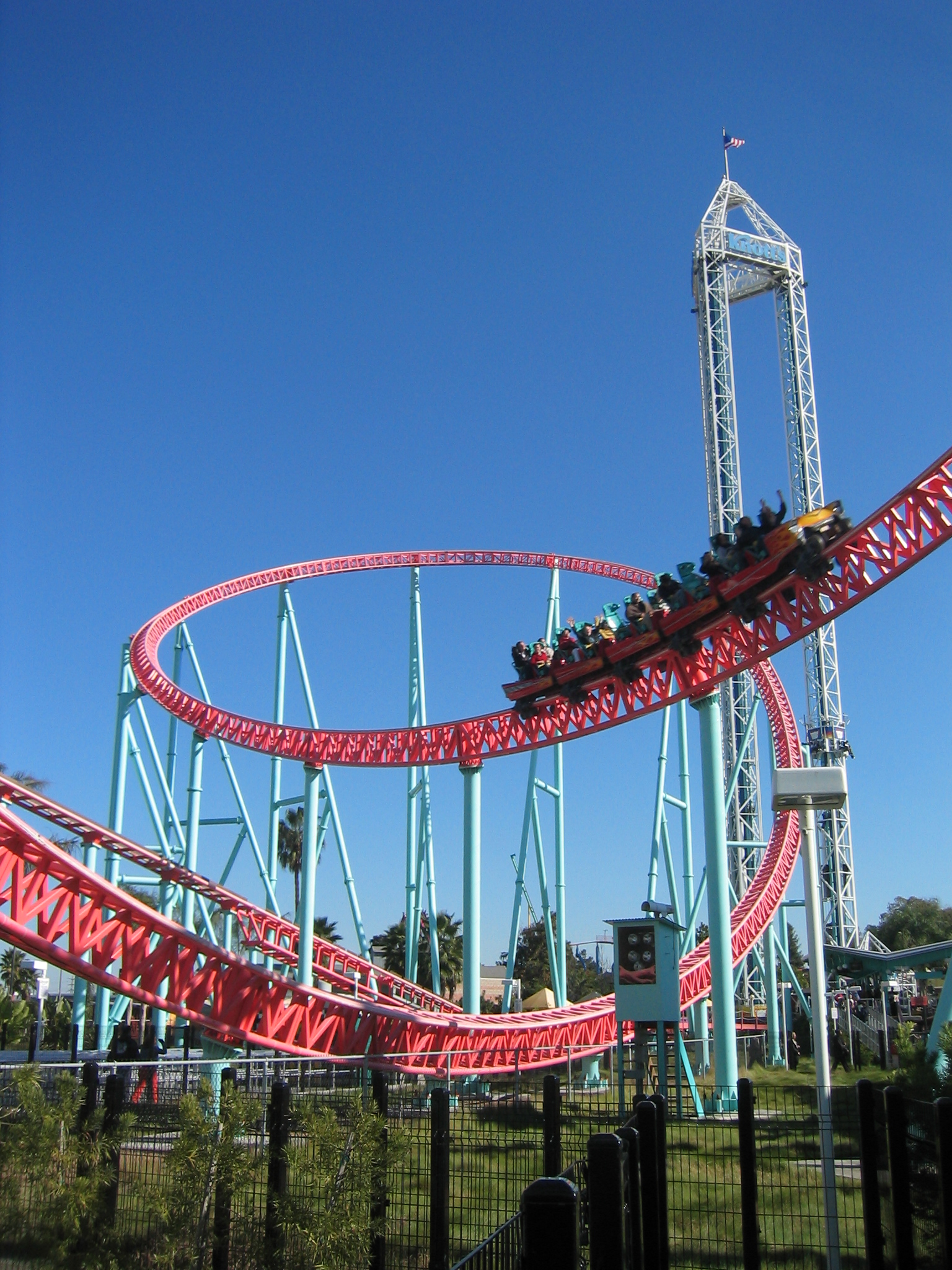
Un train sort du premier overbanked turn.
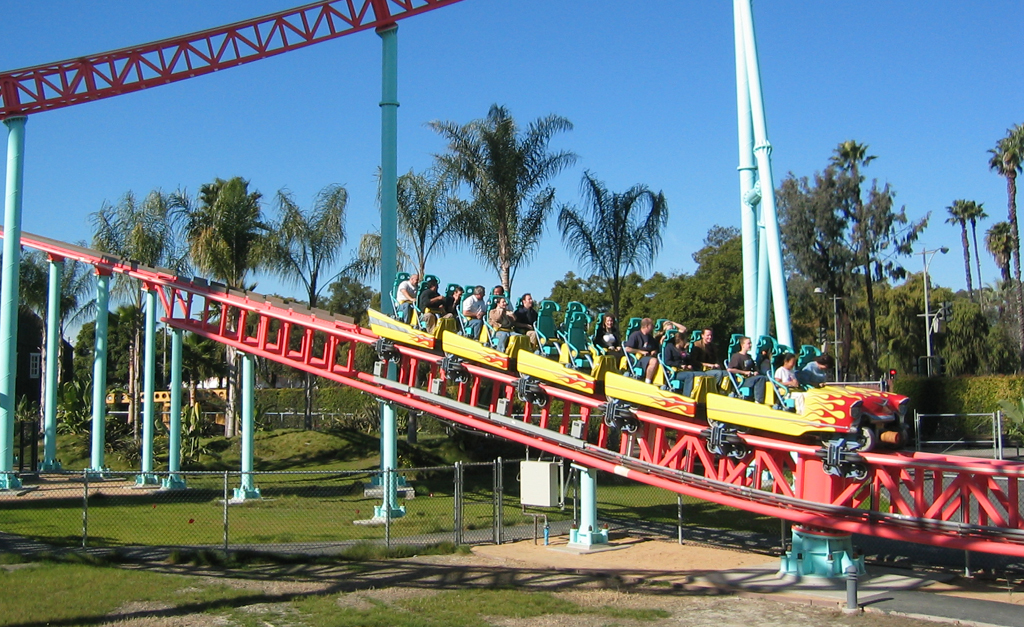
Un train sur les freins magnétiques.